# メイガス
メイガス (MAGUS) は、日本のマジシャン、イリュージョニスト。フォーチュンエンターテイメント所属。

## 人物
至近距離で行う観客の空中浮揚や、超絶スピードで演じられる瞬間移動イリュージョンが話題となり、2018年にはその年に最も活躍したマジシャンに送られる賞『JAPANCUP 2018マジシャン・オブ・ザ・イヤー』『日本奇術協会特別賞』を受賞した。
また、世界最大のマジック団体『インターナショナル・マジシャンズ・ソサイエティ』が選定する全世界のマジック界において最も権威ある賞の1つ『マーリン・アワード 2018』（THE MERLIN AWARD ~Most Createve Magician 2018 - ）を日本人としては20年ぶりに受賞する。
第69回と第70回に2年連続でNHK紅白歌合戦出演。2020年マジシャン・オブ・ザ・イヤー、ジャパンカップ受賞決定となり、2019年2月には、DeAGOSTINI『ザ・マジック』の総合監修およびプロデュースを行う。この書籍は第1号のもので、16万部を突破するヒットセラーとなった。
2018年に、大阪城ミライザ「イリュージョン・ミュージアム」プロデュースし、2016年にはBS-TBSにて2時間に及ぶ単独の冠特番を放送する。イリュージョンを行う際には弟子に当たるプリマベーラと共に活動する機会も多い。
2022年、第51回「ベストドレッサー賞」（芸能・スポーツ部門）にて、マジシャンとしては初めて受賞した。
マジックの文化を守り、マジシャンの活躍の場や可能性を広げることを、活動の第一義として最重要ししている。

## 出演歴

### テレビ
- 2018年、2019年『NHK紅白歌合戦』※2年連続出演、水森かおりとのコラボレーション。
- 2022年12月22日『ラヴィット！』（TBS）
- 2021年6月27日、7月4日『1×8いこうよ!祝!放送1000回 感謝還元スペシャル』（STV）
- 2020年4月2日『ニンゲン観察バラエティ モニタリング 春の3時間SP!』（TBS）
- 2020年3月『華語視界』（NHKワールド）
- 2020年3月1日『メイドインホッカイドウ 〜どさんこが日本を支えてる?リターンズ2』（北海道放送）
- 2019年12月26日『ニンゲン観察バラエティ モニタリング×三代目 J SOUL CHRISTMAS 3時間SP』（TBS）
- 2019年9月16日『インタビュー ここから』（NHK総合）
- 2019年8月17日『ひねくれ3』（テレビ東京）
- 2019年7月6日『THE MUSIC DAY 時代』（日本テレビ）※Sexy Zoneへのマジック指導。
- 2019年6月6日『櫻井・有吉THE夜会』 （TBS）※松本幸四郎とのコラボレーション。
- 2019年2月23日『ジョブチューン アノ職業のヒミツぶっちゃけます!』 （TBS）
- 2019年2月4日『世界まる見え!テレビ特捜部』 （日本テレビ）
- 2019年1月4日『ビビット』（TBS）
- 2018年6月11日『世界まる見え!テレビ特捜部』（日本テレビ）
- 2018年6月3日『ななにー 新しい別の窓』（AbemaTV）
- 2018年5月21日『おはスタ』（テレビ東京）
- 2018年5月6日『お笑いワイドショー マルコポロリ!』（関西テレビ）
- 2018年4月24日『スッキリ』（日本テレビ）
- 2018年3月29日『ビビット』（TBS）
- 2018年3月24日『SWITCHインタビュー 達人達』 （NHKEテレ）
- 2018年3月3日『ジョブチューン アノ職業のヒミツぶっちゃけます!』（TBS）
- 2018年1月25日『ビビット』（TBS） - 20年ぶりにマーリン・アワードを受賞した日本人としてスタジオ生出演
- 2017年4月 （NHK BSプレミアム）『進化 MAGIC EVOLUTION』人類叡智の結晶!マジック4500年の歴史
- 2016年12月（BS-TBS） 『日本の奇術王メイガス 世界が認めるマジック 超絶イリュージョン!!』 - 単独冠特番
- 2016年8月『Mr.マリックが選び抜いた!超絶奇跡!世界のスーパーマジック』（BS朝日）
- 2016年4月『有吉ジャポン』（TBS）
- 2015年1月『木曜スペシャル 驚愕の奇跡!マジック革命軍団』（BS日テレ）

### ラジオ
- 2019年8月 『Seasoning -season your life with music-』（JFN） - 視聴者にメンタルマジックを上演
- 2016年3月 『GTR』（AIR-G' FM北海道 80.4）

### イベント
- 2019年7月13日『XFLAG PARK 2019』 ※氣志團とのコラボショー
- エクシブ蓼科、埼玉グランドホテル深谷、仙台国際ホテルほかディナーショー多数
- 『レクサス・クリスマス・パーティー』
- 『でんきも!ガスも!ナルホド!中部電力お客様感謝祭』
- 『Yahoo! JAPANサンクス・パーティー』
- 『会えるテレビ!HOMEぽるフェス2017』
- 『東京おもちゃショー2017』
- 『XFLAG PARK 2016』 - 『モンスターストライク』のキャラクター「ハーメルン」に扮してイリュージョンショー上演
- 『一般社団法人パラオエピア発足記念パーティー』
- 世界26ヶ国同時開催『MOËT PARTY DAY TOKYO』
- 『ファーストリテイリング・ファミリーイベント』
- 『ハーレーダビッドソン新車発表会』

### 雑誌
- 2017年5月 国際マジック誌『バニッシュ・マガジン』の表紙・巻頭特集に掲載。

## 監修
- 2019年2月 DeAGOSTINI『ザ・マジック』創刊（第1号 16万部突破）

## 制作協力
- 『潜入!世界最高峰のマジック殿堂 Magic Castle マジックキャッスル 3時間スペシャル』（NHK BSプレミアム）制作協力
- 2017年公開 映画『斉木楠雄のΨ難』制作協力
- 香港のスターマジシャンルイス・ヤンマジック特番制作協力
- 東宝映画『青天の霹靂』大泉洋 マジック指導・用具製作
- 『アフラック新CM発表会』本田翼 出現イリュージョン指導・演出
- ミュージカル『魔法使いサリー』マジック指導
- 『ザ・マジックアワー・ショー』三谷幸喜監督とのコラボ・マジック制作協力

## 指導
- 『歌のビッグファイト!』木村拓哉（当時SMAP）マジック指導・演出
- 松井珠理奈（SKE48）マジック指導 『片想いFinally』特典DVD 出演
- 品川よしもとプリンスシアター『ステージマンショー』藤井隆 マジック指導
- ドラマ『7人の女弁護士』川崎麻世 マジック指導
- 土曜ワイド劇場『私は代行屋!事件推理請負人3』高畑淳子、小野武彦 マジック指導
- ドラマ『キイナ〜不可能犯罪捜査官〜』菅野美穂 カード指導
- ドラマ『ギラギラ』三浦翔平 マジック指導

## 弟子
- プリマベーラ
- 御寺ゆき[1]